# Abu Sayeed Chowdhury

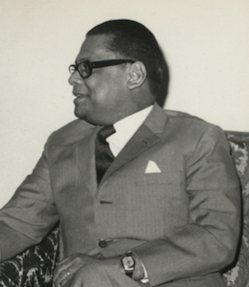
Abu Sayeed Chowdhury (1970)

Abu Sayeed Chowdhury (Bengalisch: আবু সাঈদ চৌধুরী, Ābu Sāīd Caudhurī; * 31. Januar 1921 in Nagbari, Bengalen, Britisch-Indien; † 1. August 1987 in London) war ein Politiker aus Bangladesch.

## Biografie
1971 befand sich Chowdhury als Vertreter Pakistans in der UN-Menschenrechtskommission in Genf, als es am 16. Dezember 1971 zu den Bemühungen Ostpakistans zur Souveränität kam. Er kündigte daraufhin seine Unterstützung für das neue Land an und ernannte sich selbst zum Hochkommissar im Vereinigten Königreich.
Am 12. Januar 1972 wurde er Staatspräsident von Bangladesch. Obwohl er im April 1973 für eine fünfjährige Amtszeit gewählt wurde, trat er bereits am 24. Dezember 1973 nach Meinungsverschiedenheiten mit Premierminister Mujibur Rahman zurück.
1975 war er kurzzeitig Außenminister in der Regierung unter Präsident Khondakar Mostaq Ahmad. Danach kehrte er nach Genf zurück, wo er die ausländischen Hilfsleistungen für Bangladesch koordinierte.
Von 1978 bis zu seinem Tod war er dort Mitglied der UN-Unterkommission zur Vermeidung von Diskriminierung und zum Minderheitenschutz. Darüber hinaus war er 1985 Vorsitzender der UN-Menschenrechtskommission.